# سيكولوجية الجماهير
سيكولوجية الجماهير (بالفرنسية: Psychologie des Foules)‏ هو كتاب لعالم علم نفس الجماهير أو علم النفس الجماعي الفرنسي جوستاف لوبون، الكتاب يقدّم تحليلاً موسعًا للسلوك الجمعي وتأثيره على الأفراد. يركز لوبون في كتابه على التغيّرات الحاصلة في سلوك الأفراد عندما يكونون جزءًا من جماعة كبيرة، مشيرًا إلى أن الجماهير حينها يسيطر عليها الاندفاع والهيجان الحماسي وفقدان القدرة على التفكير بطريقة منطقية.
النسخة العربية ترجمة وتقديم هاشم صالح وصدرت الطبعة العربية الأولى عن دار الساقي عام 1991.على الرغم من الكتاب واحد لكن طريقة التبويب الداخلي للكتاب تشمل ثلاث كتب؛ الكتاب الأول والكتاب الثاني والكتاب الثالث، فبعد مقدمة المترجم والمبادي العلمية التي ترتبت على اكتشافات الكاتب، والتوطئة والتمهيد ومقدمة الكتاب، يبدأ الكتاب الأول وينتهي الكتاب بالكتاب الثالث ثمّ الحواشي التي تتناول رصد تفصيلي للهوامش والمراجع التي تناولها الكاتب في تأليف كتابه سايكلوجيّة الجماهير.

من المعلوم أن حياة لوبون الطويلة أتاحت له أن يشهد انتصار العلم في أواخر القرن التاسع عشر وأزمات الأنظمة الديمقراطية البرلمانية وبزوغ نجم الاشتراكية، ثم ظهور تلك القوى الشعبية التي رافقتها وأقلقته كثيراً على ضوء هذا السياق يمكن الاقتراب أكثر وفهم فكر لوبون الذي إستطاع بلورة نظريته المتعلقة بسيكولوجية الشعوب أو نفسية الشعوب والأعراق البشرية. لقد أصبحت الجماهير بالنسبة لغوستاف لوبون حقيقة واقعة لذا فقد تناول بالدراسة ظاهرة الجماهير بطريقة علمية على ضوء علم النفس وكانت فكرته الأساسية في نظريته تلك تركز على أن كوارث الماضي القريب التي منيت بها فرنسا وكل هزائمها والصعوبات التي تواجهها تعود إلى هجوم الجماهير على مسرح التاريخ وعدم معرفة مواجهته، والذي يفسر بأن ضعف النظام البرلماني الديمقراطي يعود إلى الجهل بقوانين علم النفس وطرائق تسيّر الجماهير.
عبر لوبون على صفحات هذا الكتاب عن هذه الأفكار بشكل سهل ومبسط جاءت على هيئة نظرية علمية متكاملة ومتماسكة جعلته أستاذاً فكرياً لمرحلة كاملة بأسرها. ويتفق الجميع على أن كتاب لوبون الذي نقلب صفحاته “سيكولوجية الجماهير” شكل نجاحاً منقطع النظير على صعيد دراسات علم النفس الجماهيري. والكتاب هو المانيفست الذي دشن ما يدعى اليوم بعلم النفس الاجتماعي أو الجماعي.

## مقدمة المترجم وفكرجوستاف لوبون
معروف أن علم النفس يهتم عادة بدراسة النفسية الفردية وقائم على إستبطان الذات الفردية لا الجماعية، أما علم النفس الإجتماعي فهو العلم الذي يدرس سلوك المجموعات في المجتمع وليس الأفراد، وإزدهر بعد الحرب العالمية الثانية، وهنالك تكامل تام بين العلمين؛ علم النفس الفردي يكمله علم النفس الإجتماعي، لأنه من المستحيل عزل السلوك الفردي عن محيطه الإجتماعي.ولكن الشيء المتفق عليه بين علماء النفس بمن فيهم فرويد، أن الفرد ما أن ينخرط في مجموعة محددة حتى يتخذ سمات خاصة لم تكن موجودة سابقاً، أو قيل عنها كانت موجودة لكنه لم يتمكن من البوح بها، لذلك يمكن القول بأن علم النفس الإجتماعي يختلف عن علم النفس الفردي من حيث المنهج والنتائج.لعلم النفس الإجتماعي تاريخاً طويلاً يمكن أن نعود به إلى أقدم الفلاسفة في العصور مثل أرسطو وأفلاطون، مروراً بالمفكر العربي ابن خلدون الذي درس مسألة إنحطاط الدولة الإسلامية في إسبانيا في القرن الرابع عشر. ينبغي التفريق بين علم النفس الإجتماعي وعلم النفس الجماعي، فالثاني هو فرع للأوّل، فعلم النفس الإجتماعي يبحث في العلاقة بين الفرد والمجتمع، أما علم النفس الجماعي هو الذي يبحث عن مسألة الجاذبية الساحرة التي يمارسها القادة على الشعوب، وهو الذي يشرح السلوك الحماسي للأفراد عندما ينخرطون في المجموعات ويقومون بأفعال لا يعلمونها إلا بعد أن يستفيقوا.
أثناء دراسته لعلم النفس إصطدم لوبون بمسألة الجماهير وأمرها خصوصاً الجماهير المتمثلة في الحركات الشعبية والإرهاب، وقد عرف لوبون كيف يركز إنتباهه ويتناوله من وجة نظر غير السائدة ويبني عليها نظرية متكاملة ومتماسكة فقد إبتدأ لوبون بتشخيص أوضاع الديمقراطية البرلمانية التي تولدت عن الثورة الفرنسية. لوبون كان يشعر بالإحتقار نحو الجماهير الشعبية لأن روح الجماهير مكونة من الانفعالات البدائية التي دائماً ما تكون بعيدة عن المنطق والعقلانية، وكما أن روح الفرد تخضغ دائما لإيعازات وتحريضات القادة الذي يعرف كيف يفرض إرادته عليها. وفكرة لوبون بشكل مبسط هي أن كل الهزائم التي لحقت بفرنسا كان سببها هجمة الجماهير على مسرح التاريخ. كانت أطروحات وأفكار لوبون ضد الحركات الإشتراكية والعمالية التي كانت تعتقد أن الحراك الجماهيري هو حراك عقلاني ولوبون كان يعتقد غير ذلك.

## المبادئ العلمية
- الجمهور النفسي يمتلك وحدة ذهنية موحدة على عكس الجماهير التي تتجمع بطريقة غير مقصودة.
- الفرد يتحرك بشكل واعِ أما الجمهور يتحرك بشكل لاواعي، ذلك يعني أن الوعي فرد واللاوعي جماعي.
- الجماهير محافظة بطبيعتها على الرغم من تظاهراتها الثورية محافظة أي تعيد ما دمرته وقلبته.
- إن الدعاية ذات أساس لا عقلاني لأنها تخاطب القوى الإيمانية.

## توطئة وتمهيد
توطئة الكتاب كتبها أستاذ علم النفس الكندي أوتو كلينبيرج [الإنجليزية]، كلينبيرج يرى أن هنالك إنتقادات كثيرة، يمكن أن توجه لهذا الكتاب، أهمها طريقة توظيف لوبون لمفهوم العرق والجنس الذي يعتقد بأن روح العرق تهيمن على روح الجماهير. وأن لوبون يعترف باللاوعي في سلوك الجماهير وأن هنالك تطرف يصحب الجمهور كالعادة، نصح اوتو كلينبيرج بقراءة الكتاب بروح نقدية. إن مجمل الخصائص المشتركة للفرد والمفروضة من قبل الوسط المحيط تشكل خصائص وأخلاق ثابتة للشعب، لكن هذه الخصائص تضاف إليها بعض الخصائص الجديدة عندما يكون الفرد وسط الجمهور.

## مقدمة الكتاب
عصر الجماهير يرى لوبون أن الجماهير تعتبر القوى المهمة في هذا العصر لكن يجب أن يدرك البعض بأنها دائماً غير عقلانية وهدامة، ودورها دائماً لا يكون في البناء إنما في الهدم، لأن معظم الحضارات تمّ بنائها من قبل قلة أرستقراطية قليلة وليس من قبل الجماهير، وأن كل الحضارات التي دمرت كان الدور الأكبر في تدميرها تلعبه الجماهير.

## الكتاب الأوّل

### الفصل الثاني - عواطف الجماهير وأخلاقياتها
- سرعة تأثر الجماهير وتصديقها لأي شيء
- عواطف الجماهير تضخيمها وتبسيطها
- تعصب الجماهير وإستبداديتها ونزعتها المحافظة
- أخلاقية الجماهير

### الفصل الثالث
- أفكار الجماهير
- المحاجات العقلية للجماهير
- خيال الجماهير أو مخيّلة الجماهير

### الفصل الرابع
- الأشكال الدينية التي تتخذها كل قناعات الجماهير

## الكتاب الثاني - آراء الجماهير وعقائدها

### الفصل الأول - المشكلة لعقائد الجماهير وآرائها
العوامل التمهيديية البعيدة التي تحدد آراء الجماهير:
- العرق
- التقاليد الموروثة
- الزمن
- المؤسسات
- التربية والتعليم

### الفصل الثاني - العوامل المباشرة التي تساهم في آراء الجماهير
1. الصور، الكلمات، العبارات أو (الشعارات).
2. الأوهام
3. التجربة
4. العقل

### الفصل الثالث - محركوا الجماهير، ووسائل الإقناع التي يمتلكونها
1. محركوا الجماهير
2. وسائل العمل التي يستخدمها المحركون أو القادة: التأكيد، التكرار، العدوى.
3. الهيبة الشخصية.

### الفصل الرابع - محدوديّة تغيّر كل من عقائد الجماهير وآرائها
1. العقائد الثابتة.
2. الآراء المتحركة للجماهير.

## الكتاب الثالث - تصنيف الفئات المختلفة من الجماهير ودراستها

### الفصل الأول - تصنيف الجماهير
1. جماهير غير متجانسة.
2. جماهير متجانسة.

## الحواشي
1. مراجع المقدمة.
2. هوامش المقدمة.
3. هوامش المقدمة - عصر الجماهير.
4. هوامش الكتاب الأول
5. هوامش الكتاب الثاني
6. هوامش الكتاب الثالث
7. أخيراً عرض محتويات الكتاب.

## روابط خارجية
- سيكولوجية الجماهير على موقع الموسوعة البريطانية (الإنجليزية)